# Breitungen (Südharz)
Breitungen ist ein Ortsteil der Gemeinde Südharz im Landkreis Mansfeld-Südharz in Sachsen-Anhalt.

## Geografische Lage
Breitungen liegt im Südharz an der Stichstraße, die von der Landstraße Roßla–Hayn südwestlich von Agnesdorf abzweigt. Unweit von Breitungen liegt der Bauerngraben, ein episodischer See der Südharzer Gipskarstlandschaft.

## Geschichte
Breitungen wird erstmals am 29. Juli 961 als Breydinge urkundlich erwähnt, als König Otto II. diesen Ort dem Moritzkloster Magdeburg schenkte.
Breitungen gehörte zur Herrschaft der Grafen zu Stolberg und war ein Dorf im Amt Roßla der Grafschaft Stolberg-Roßla. Im Ort war bis in das 17. Jahrhundert die Adelsfamilie von Birckau ansässig.
1819 lebten in Breitungen 665 Einwohner in 115 Häusern.
1886 wird durch Ernst Rumpf die "Breitunger Käserei" gegründet, die sich mit der Produktion von Harzer Käse befasst. Zu jener Zeit gab es viele derartige Käsereien im Harzgebiet. 1972 wurde die Käserei verstaatlicht. Nach der Wende wurde die Käserei reprivatisiert und von der Poelmeyer-Gruppe übernommen. Ende Mai 2002 wurde der Käsereibetrieb in Breitungen aufgegeben und gemeinsam mit der ebenfalls übernommenen Allerstedter Käserei die Produktion in die 1999 neu erbaute Molkerei in Wohlmirstedt verlegt. Eine Erweiterung des Werkes am Standort Breitungen wurde als nicht möglich angesehen. Ziel der Konzentration am Standort Wohlmirstedt war die Auslastung des hochmodernen Produktionswerkes mit im Dreischichtmodell. Da der Begriff "Harzer Käse" nicht herkunftsgeschützt ist, konnte die Produktbezeichnung beibehalten werden.
Von 1952 bis 1990 gehörte Breitungen zum DDR-Bezirk Halle.
Am 1. Januar 2010 schlossen sich die Gemeinden Breitungen, Bennungen, Breitenstein, Dietersdorf, Drebsdorf, Hainrode, Hayn (Harz), Kleinleinungen, Questenberg, Roßla, Rottleberode, Schwenda und Uftrungen zur neuen Gemeinde Südharz zusammen. Gleichzeitig wurde die Verwaltungsgemeinschaft Roßla-Südharz, zu der Breitungen gehörte, aufgelöst.

## Quelle
Reg. Thur. Nr. 414, S. 94.